# Со Сим Х'ян
Со Сим-Х'ян (кор. 소심향; нар. 1 липня 1992) — північнокорейська борчиня вільного стилю, дворазова бронзова призерка чемпіонатів світу, триразова бронзова призерка чемпіонатів Азії, чемпіонка Азійських ігор.

## Життєпис
Боротьбою почала займатися з 2005 року.
Виступає за спортивну команду «Амроккан» з Пхеньяна. Тренер — Пак Чон Чин.

## Спортивні результати на міжнародних змаганнях

### Виступи на Чемпіонатах світу
| Змагання                        | Збірна         | Вагова категорія          | Місце  |
| ------------------------------- | -------------- | ------------------------- | ------ |
| Чемпіонат світу з боротьби 2009 | Північна Корея | жіноча боротьба, до 48 кг | Бронза |
| Чемпіонат світу з боротьби 2011 | Північна Корея | жіноча боротьба, до 48 кг | 16     |
| Чемпіонат світу з боротьби 2013 | Північна Корея | жіноча боротьба, до 51 кг | Бронза |

### Виступи на Чемпіонатах Європи
| Змагання                       | Збірна         | Вагова категорія          | Місце  |
| ------------------------------ | -------------- | ------------------------- | ------ |
| Чемпіонат Азії з боротьби 2010 | Північна Корея | жіноча боротьба, до 48 кг | Бронза |
| Чемпіонат Азії з боротьби 2011 | Північна Корея | жіноча боротьба, до 48 кг | Бронза |
| Чемпіонат Азії з боротьби 2013 | Північна Корея | жіноча боротьба, до 51 кг | Бронза |
| Чемпіонат Азії з боротьби 2014 | Північна Корея | жіноча боротьба, до 53 кг | 9      |

### Виступи на Азійських іграх
| Змагання           | Збірна         | Вагова категорія          | Місце  |
| ------------------ | -------------- | ------------------------- | ------ |
| Азійські ігри 2010 | Північна Корея | жіноча боротьба, до 48 кг | Золото |

### Виступи на інших змаганнях
| Змагання                                                      | Збірна         | Вагова категорія          | Місце |
| ------------------------------------------------------------- | -------------- | ------------------------- | ----- |
| Олімпійський кваліфікаційний турнір з боротьби 2012 (Тайюань) | Північна Корея | жіноча боротьба, до 48 кг | 8     |
| Олімпійський кваліфікаційний турнір з боротьби 2016 (Астана)  | Північна Корея | жіноча боротьба, до 48 кг | 5     |